# Macleay Island (ö i Australien, Western Australia)
Macleay Island är en ö i Australien. Den ligger i delstaten Western Australia, omkring 1 900 kilometer nordost om delstatshuvudstaden Perth. Arean är 3,4 kvadratkilometer. Den sträcker sig 4,7 kilometer i nord-sydlig riktning, och 2,1 kilometer i öst-västlig riktning.
Savannklimat råder i trakten. Genomsnittlig årsnederbörd är 2 050 millimeter. Den regnigaste månaden är februari, med i genomsnitt 681 mm nederbörd, och den torraste är augusti, med 1 mm nederbörd.